# Bunning Hill
Der Bunning Hill ist ein 48,5 m hoher und unvereister Hügel vor der Ingrid-Christensen-Küste des ostantarktischen Prinzessin-Elisabeth-Lands. Er ragt am südlichen Ende von Gardner Island in den Vestfoldbergen auf.
Das Antarctic Names Committee of Australia benannte ihn 1996 nach Stephen Bunning (1951–1985), der am 29. Oktober 1985 an den bei einer Explosion auf der Davis-Station erlittenen Verbrennungen während des Rettungsfluges zur McMurdo-Station gestorben war.